# 民国报
民国报，民国初年京津同盟会的机关报。孙炳文任总编辑，梁漱溟、郭仁林曾任编辑。张申府也曾在那里短期工作。